# JBJ
JBJ (hangul: 제이비제이) foi um grupo masculino sul-coreano temporário composto por seis membros que anteriormente participaram do reality show da Mnet Produce 101 Season 2 . O grupo era gerenciado pela Fave Entertainment, enquanto a CJ E&M supervisionava a produção dos lançamentos do grupo. O grupo estreou oficialmente em 18 de outubro de 2017, e se desfez em 30 de abril de 2018, devido à expiração dos contratos de seus membros com a Fave Entertainment.
De acordo com a Kakao M o grupo arrecadou mais de US$ 3 milhões durante suas promoções de outubro de 2017 à fevereiro de 2018.

## História

### 2017: Formação e estreia comFantasy
O Produce 101 Season 2 estreou na Mnet em abril de 2017, onde 101 trainees masculinos de várias empresas de entretenimento sul-coreanas competiram para estrear em um grupo de 11 membros que promove durante um ano sob a YMC Entertainment. O show terminou em 16 de junho do mesmo ano, formando o grupo projeto Wanna One. No mesmo dia, os fãs do programa haviam chamado Takada Kenta da Star Road Entertainment, Jin Longguo da Choon Entertainment, Kim Sang-gyun da Hunus Entertainment e Kim Tae-dong da The Vibe Label (mais tarde conhecido como Major Nine), como os trainees eliminado a quem eles gostariam de estrear juntos como um grupo de projeto equivalente ao I.B.I do Produce 101. Os fãs nomearam o grupo como "JBJ", que é a abreviação para "Just Be Joyful". Mais tarde, Roh Tae-hyun da Ardor e Able (mais tarde conhecida como Star Crew Entertainment), Kim Dong-han da OUI Entertainment e Kwon Hyun-bin da YGKPlus foram adicionados ao grupo após uma foto que Tae-hyun postou no Instagram ter recebido um feedback positivo dos fãs.
As discussões para formar e estrear oficialmente o grupo começaram em torno do início de julho de 2017 entre os sete membros e suas respectivas agências. A CJ E&M e a LOEN Entertainment também participaram das discussões como as empresas de gestão pretendidas dos lançamentos e atividades do grupo, respectivamente. A Fave Entertainment, o selo discográfico interno da LOEN Entertainment, foi encarregado de ser a agência oficial do grupo. Em 25 de julho, os trainees e as empresas chegaram a um acordo. Foi relatado que o contrato do grupo duraria sete meses, mas a LOEN Entertainment expressou que estão abertas discussões para ampliar o contrato do grupo. JBJ teve sua estreia programada para 10 de setembro com todos os sete membros, mas a estréia foi adiada para o dia 18 de outubro sem Kim Tae-dong. A participação de Kim Tae-dong no grupo não foi confirmada devido a um conflito contínuo com sua agência, The Vibe Label. Em 27 de julho, Tae-dong enviou a sua agência a certificação de conteúdos e solicitou que seu contrato fosse encerrado. Desde então, as partes envolvidas, incluindo CJ E&M e LOEN Entertainment, tiveram inúmeras reuniões para resolver o conflito, mas em 7 de setembro ainda não haviam chegado a um acordo.
O primeiro reality show do grupo, Just Be Joyful JBJ, começou a ser exibido em 27 de setembro de 2017 na Mnet M2 Channel. O grupo estreou oficialmente em 18 de outubro de 2017, com o lançamento do extended play Fantasy. O título "Fantasy" foi inspirado pela forma como os membros se juntaram como um produto das "fantasias" dos fãs. O álbum alcançou o primeiro lugar nas paradas diárias de álbum da Hanteo em 20 de outubro, sendo uma conquista significativa para o grupo, uma vez que foi alcançado em apenas três dias desde que oficialmente fizeram sua estreia. Em 7 de dezembro, o grupo revelou ter escolhido "Joyful" como o nome de seu fã clube oficial, com o significado de que eles querem que seus fãs se sintam alegres com eles também.

### 2018:True Colorse últimas atividades
O segundo extended play do grupo, intitulado True Colors, foi lançado em 17 de janeiro de 2018, vendendo 85 mil cópias na primeira semana de vendas. A sua faixa-título, "My Flower", também encabeçou alguns dos principais gráficos em tempo real da Coreia do Sul. Os ingressos do primeiro concerto do grupo, programado para 3-4 de fevereiro de 2018, esgotaram em apenas um minuto.
Inicialmente, o JBJ deveria se dissolver em abril de 2018. No entanto, como todos os seis membros manifestaram interesse em ampliar seus contratos, houve uma discussão sobre uma possível extensão de seus contratos. Em 22 de fevereiro, foi relatado que a FAVE Entertainment, bem como as agências separadas de cada membro, estão discutindo a possibilidade de promover até dezembro de 2018, oito meses depois do previsto. Em 14 de março, a Fave Entertainment confirmou que as promoções de sete meses do JBJ seriam concluídas com o término do contrato de gestão em 30 de abril e decidiu não prolongar os contratos.
Em 16 de março de 2018, JBJ confirmou que lançaria seu último single intitulado "Call Your Name" em 17 de abril, juntamente com o álbum especial New Moon, antes de seu fim em 30 de abril. Dias depois, o grupo anunciou seu último concerto, intitulado JBJ Really Desirable Concert [Epilogue], de 21 a 22 de abril de 2018 realizado no SK Olympic Handball Gymnasium, como uma extensão de seu primeiro concerto Really Desirable Concert, realizado em fevereiro do mesmo ano.

## Ex-integrantes
- Roh Tae-hyun (노태현), nascido em Seul, Coreia do Sul em 15 de outubro de 1993 (31 anos). Líder do grupo.[28]
- Kenta Takada (高田健太; 켄타 타카다), nascido em Fujioka, Gunma, Japão em 10 de janeiro de 1995 (30 anos). Também conhecido por seu nome coreano Go Geon-tae (고건태).[29]
- Kim Sang-gyun (김상균), nascido em Gwangju, Coreia do Sul em 23 de maio de 1995 (29 anos).[30]
- Kim Yong-guk (김용국), nascido Jin Longguo (金龙国; 김용국), em Helong, Jilin, China em 2 de março de 1996 (29 anos).[31]
- Kwon Hyun-bin (권현빈), nascido em Seul, Coreia do Sul em 4 de março de 1997 (28 anos).[32]
- Kim Dong-han (김동한), nascido em Daegu, Coreia do Sul em 3 de julho de 1998 (26 anos).[33]

## Discografia

### Álbuns de compilação
| Título   | Detalhes | Melhores posições nas paradas | Melhores posições nas paradas | Vendas                       |
| Título   | Detalhes | KOR                           | JPN                           | Vendas                       |
| -------- | --- | ----------------------------- | ----------------------------- | ---------------------------- |
| New Moon | - Lançamento: 17 de abril de 2018 - Gravadora(s): Fave Entertainment, Stone Music Entertainment (CJ E&M) - Formato(s): CD, Download digital Lista de faixas 1. Call Your Name (부를게) 2. ☆☆(Be Joyful) 3. Just Be 4. J.B.J. (Intro) 5. Fantasy 6. Say My Name 7. Ride With Me (오늘부터) 8. As If In A Dream (꿈을 꾼 듯) 9. 예뻐 (CD Only) 10. True Colors 11. On My Mind 12. My Flower (꽃이야) 13. Moonlight 14. Wonderful Day 15. Everyday (매일) 16. Everyday (매일) [Love ver.] (CD Only) | 2                             | 19                            | - KOR: 59,959+ - JPN: 6,680+ |

### Extended plays
| Título      | Detalhes | Melhores posições nas paradas | Melhores posições nas paradas | Melhores posições nas paradas | Vendas                         |
| Título      | Detalhes | KOR                           | JPN                           | US World                      | Vendas                         |
| ----------- | --- | ----------------------------- | ----------------------------- | ----------------------------- | ------------------------------ |
| Fantasy     | - Lançamento: 18 de outubro de 2017 - Gravadora(s): Fave Entertainment, Stone Music Entertainment (CJ E&M) - Formato(s): CD, Download digital Lista de faixas 1. J.B.J. (Intro) 2. Fantasy 3. Say My Name 4. Ride With Me (오늘부터) 5. As If In A Dream (꿈을 꾼 듯) 6. 예뻐 (CD Only)                            | 3                             | 15                            | 15                            | - KOR: 137,859+ - JPN: 8,234+  |
| True Colors | - Lançamento: 17 de janeiro de 2018 - Gravadora(s): Fave Entertainment, Stone Music Entertainment (CJ E&M) - Formato(s): CD, Download digital Lista de faixas 1. True Colors (Intro) 2. On My Mind 3. My Flower (꽃이야) 4. Moonlight 5. Wonderful Day 6. Everyday (매일) 7. Everyday (매일) [Love ver.] (CD Only) | 1                             | 5                             | 8                             | - KOR: 123,034+ - JPN: 19,950+ |

### Singles
| Título                                                                                   | Ano  | Melhores posições nas paradas | Melhores posições nas paradas | Melhores posições nas paradas | Vendas         | Álbum       |
| Título                                                                                   | Ano  | KOR                           | KOR Billboard                 | US World                      | Vendas         | Álbum       |
| ---------------------------------------------------------------------------------------- | ---- | ----------------------------- | ----------------------------- | ----------------------------- | -------------- | ----------- |
| "Fantasy"                                                                                | 2017 | 23                            | 58                            | 14                            | - KOR: 80,075+ | Fantasy     |
| "My Flower" (꽃이야)                                                                     | 2018 | 34                            | 9                             | —                             | —              | True Colors |
| "Call Your Name" (부를게)                                                                | 2018 | 87                            | —                             | —                             | —              | New Moon    |
| "—" indica lançamentos que não figuraram nas paradas ou não foram lançados nessa região. |      |                               |                               |                               |                |             |

### Outras canções cartografadas
| Título                                                                                   | Ano  | Vendas         | Álbum   |
| ---------------------------------------------------------------------------------------- | ---- | -------------- | ------- |
| "Say My Name"                                                                            | 2017 | - KOR: 16,235+ | Fantasy |
| "—" indica lançamentos que não figuraram nas paradas ou não foram lançados nessa região. |      |                |         |

## Filmografia
| Ano  | Título               | Rede            | Notas                     |
| ---- | -------------------- | --------------- | ------------------------- |
| 2017 | Produce 101 Season 2 | Mnet            | Concorrentes              |
| 2017 | Just Be Joyful       | Mnet M2 Channel | Primeiro reality do grupo |

## Turnês
Coreia do Sul
- JBJ 1st Concert [Really Desirable Concert] (2018)
- JBJ Really Desirable Concert [Epilogue] (2018)

Japão
- 2018 JBJ Japan Tokyo Valentine Live

Asia
- JBJ 1st Concert [Joyful Days] (2018)
  - Tailândia (31 de março de 2018)
  - Indonésia (7 de abril de 2018)
  - Japão
    - Tóquio (10 de abril de 2018)
    - Osaka (11 de abril de 2018)

## Prêmios e indicações
| Ano                                     | Categoria                | Trabalho nomeado | Resultado |
| --------------------------------------- | ------------------------ | ---------------- | --------- |
| Asia Artist Awards                      |                          |                  |           |
| 2017                                    | Popularity Award         | JBJ              | Indicado  |
| 2017                                    | Rising Star Award        | JBJ              | Venceu    |
| Golden Disc Awards                      |                          |                  |           |
| 2018                                    | New Artist of the Year   | JBJ              | Indicado  |
| 2018                                    | Popularity Award         | JBJ              | Indicado  |
| Korean Culture and Entertainment Awards |                          |                  |           |
| 2017                                    | Kpop Singer Award        | JBJ              | Venceu    |
| Korean Entertainment Arts Awards        |                          |                  |           |
| 2018                                    | Best Rookie Group (Male) | JBJ              | Venceu    |
| Seoul Music Awards                      |                          |                  |           |
| 2018                                    | New Artist Award         | JBJ              | Indicado  |
| 2018                                    | Popularity Award         | JBJ              | Indicado  |
| 2018                                    | Hallyu Special Award     | JBJ              | Indicado  |
| V Live Awards                           |                          |                  |           |
| 2018                                    | Global Rookie Top 5      | JBJ              | Venceu    |

### Prêmios em programas musicais
| Ano        | Data          | Canção      |
| ---------- | ------------- | ----------- |
| Music Bank |               |             |
| 2018       | 26 de janeiro | "My Flower" |